# 내 갈 길을 묻지마
"내 갈 길을 묻지마"(Don't Ask Where I'm Going)는 한국에서 제작된 박우상 감독의 1976년 드라마, 액션 영화이다. 권영문 등이 주연으로 출연하였고 강대진 등이 제작에 참여하였다.

## 출연

### 주연
- 권영문